# Phantom 2040
Phantom 2040 è una serie animata del 1994. In Italia dal 2001 al 2002

## Trama
È l'anno 2040, tutti i disastri ambientali e le guerre di risorse economiche dei primi anni del XXI secolo hanno decimato il fragile equilibrio ecologico di una Terra che brulicava di vita. Ovunque, i privilegiati e i ricchi continuano a prosperare in costosi sviluppi immobiliari che sovrastano le masse sofferenti. Le vittime della disgrazia della Terra sono state costrette a sussorrare su rifiuti scavenging dal passato sulle strade straziate di città-stato abbandonate.
In Metropia (un tempo conosciuta come New York City), la più grande e potente delle città-stato, la potente società di produzione di robotica Maximum Inc. ha lentamente modellato un freddo, centro urbano d'acciaio, costituito da enormi torri residenziali intrecciate con tunnel TubeTrain. I "biot" robotici di Maximum (Biological Optical Transputer System) hanno sostituito enormi quantità di lavoro umano, e la società sta producendo illegalmente biot da combattimento proibiti per formare l'esercito sotterraneo privato di Maximum. Con questa veste di progresso efficiente, Massimo ha piani propri per il futuro, tutti noti come l'Era Massima. Attraverso la costruzione della fortezza di Cyberville, un immenso rifugio di sopravvivenza dove solo gli esseri umani più ricchi e più d'élite si ritireranno, e la conquista di Metropia dagli eserciti biot di Maximum, i loro piani alla fine coinvolgono il percorso oscuro del declino e dell'estinzione come risultato culminante dei precedenti errori e degli sforzi dell'uomo, una volta che la Terra finalmente soccombe al suo stato lentamente deteriorato.
L'unica speranza per la sopravvivenza dell'umanità è la Giungla Fantasma, migliaia di chilometri quadrati di vegetazione mutata che potrebbe essere la salvezza del pianeta. Questa fonte segreta di vita è sommersa sotto Metropia, invisibile ai più. Lo studente universitario Kit Walker Jr. viene scelto dal destino per salvare il mondo, indossando la maschera nera e la tuta viola del salvatore del suo popolo, il 24o Fantasma.
Il ruolo del Fantasma è stato trasmesso di padre in figlio fin dal XVI secolo, portando il mondo a credere che il Fantasma sia un singolo individuo immortale. Kit, il 24 della linea, è giovane, incerto e inesperto, ma trova dentro di lui il coraggio e la forza di combattere il male che minaccia di distruggere la Terra.